# 史密斯敦 (紐約州)
史密斯敦（英語：Smithtown）是美國紐約州薩福克縣的一個城鎮，位於長島北岸。它是紐約都會區的一部分。 在2010年的人口普查中，人口為117,801。
人口普查指定地點史密斯敦位於該鎮內。